# Hoffnung
Hoffnung (нем. «надежда») — двенадцатый студийный альбом швейцарской готик-метал-группы Lacrimosa. Его выход состоялся 6 ноября 2015 года на лейбле Hall of Sermon. Альбом попал на 28-ю позицию в немецком музыкальном чарте.

## История
Работа над альбомом началась в январе 2015 года. К записи был привлечён оркестр из 60 музыкантов. Диск выпущен 6 ноября 2015 года на лейбле Hall of Sermon. Эта дата приурочена к двадцатипятилетнему юбилею Lacrimosa, появившейся осенью 1990 года, когда Тило Вольфф выпустил свою первую демозапись Clamor. Альбом содержит 10 песен, в том числе «Mondfeuer» — самую продолжительную композицию в истории группы, которая превосходит по длительности песню «Die Strasse der Zeit» из альбома Stille. Кроме стандартного издания, группа выпустила Deluxe-издание альбома, дополненное альтернативной версией песни «Keiner Schatten mehr» и бонусным DVD с записью концерта Lacrimosa в Мехико.
Первыми песнями из альбома Hoffnung, исполненными на концерте, стали «Keiner Schatten mehr» и «Kaleidoskop». Они были представлены публике на первом из двух юбилейных концертов Lacrimosa в Германии, который прошёл 18 сентября 2015 года в Оберхаузене. Второй концерт прошёл 19 сентября в Дрездене. Во время этих концертов была также впервые показана обложка альбома. Её автором стал Штелио Диамантопоулос, постоянный художник Lacrimosa, работавший над обложками всех предыдущих студийных альбомов группы.

## Тур
Тур в поддержку альбома Hoffnung, получивший название Unterwelt-тур, группа начала с концерта в Минске 13 ноября 2015 года. В рамках тура музыканты выступили в Белоруссии, России, Китае, на Тайване, в Японии, Мексике, Бразилии, Аргентине, Чили, Перу, Боливии, Колумбии, Германии и Бельгии. 

## Список композиций
| №                   | Название                           | Длительность |
| ------------------- | ---------------------------------- | ------------ |
| 1.                  | «Mondfeuer»                        | 15:15        |
| 2.                  | «Kaleidoskop»                      | 6:16         |
| 3.                  | «Unterwelt»                        | 3:50         |
| 4.                  | «Die unbekannte Farbe»             | 5:35         |
| 5.                  | «Der Kelch der Hoffnung»           | 3:24         |
| 6.                  | «Thunder and Lightning»            | 3:55         |
| 7.                  | «Tränen der Liebe»                 | 6:39         |
| 8.                  | «Der freie Fall – Apeiron, Part 1» | 6:17         |
| 9.                  | «Keine Schatten mehr»              | 2:28         |
| 10.                 | «Apeiron – Der freie Fall, Part 2» | 9:07         |
| Общая длительность: | Общая длительность:                | 62:46        |

| №                   | Название                                  | Длительность |
| ------------------- | ----------------------------------------- | ------------ |
| 11.                 | «Keine Schatten mehr» (Jubiläums-Version) | 3:17         |
| Общая длительность: | Общая длительность:                       | 66:02        |

| №  | Название                          | Длительность |
| -- | --------------------------------- | ------------ |
| 1. | «Live in Mexico City – The Movie» | 135:00       |

## Участники записи
| Lacrimosa - Тило Вольфф (нем. Tilo Wolff) — тексты, музыка, вокал, фортепиано, гитара, бас-гитара, труба, программинг - Анне Нурми (фин. Anne Nurmi) — вокал, клавишные |                                                                                  |
| Приглашённые музыканты - Андре Ваккер (нем. Andre Wacker) — альт - Дэвид Андервуд (англ. David Underwood) — бас-гитара - Джэй Пи. Генкель (англ. Jay P. Genkel) — гитара - Хенрик Флаймен (швед. Henrik Flyman) — гитара - Мелани Борчац (пол. Melanie Borczac) — скрипка - Артуро Гарсия (исп. Arturo Garcia) — ударные - Жюльен Шмидт (нем. Julien Schmidt) — ударные | Оформление - Штелио Диамантопоулос — обложка - Студия angst-im-wald — оформление |